# Конон (писатель)
Конон (греч. Κόνων) — древнегреческий писатель-мифограф. Предположительно жил в I веке до н.э. и работал при дворе царя Каппадокии Архелая. Фотий в «Мириобиблионе» пересказывает (Phot. bibl. cod. 186) его труд «Повествования» (Διηγήσεις), в котором содержались 50 рассказов на различные темы греческой мифологии.